# Hermandad Dominicana del Stmo. Cristo de la Buena Muerte (Salamanca)
La Hermandad Dominicana del Stmo. Cristo de la Buena Muerte, N.P. Jesús de la Pasión, Ntra. Sra. de los Dolores y Ntra. Sra. de la Esperanza es una hermandad penitencial de Salamanca (España). Su desfile procesional tiene lugar en la madrugada del Viernes Santo. La hermandad tiene dos sedes canónicas, el Convento de San Esteban y la Capilla del Stmo. Sacramento de la Catedral Nueva de Salamanca.
Es la segunda cofradía salmantina en número de hermanos y poco a poco ha ido dando un mayor rasgo andaluz a su desfile como se puede apreciar en el estilo de las andas, los exornos florales, la forma de caminar los pasos y en la mayoría de los enseres procesionales.

## Emblema
Está formado por un Crismón (XP) en color blanco rodeado por una corona de espinas, sobre la cruz de la Orden Dominicana. Todo ello inscrito en un círculo de color morado dado el carácter penitencial de la hermandad.

## Historia

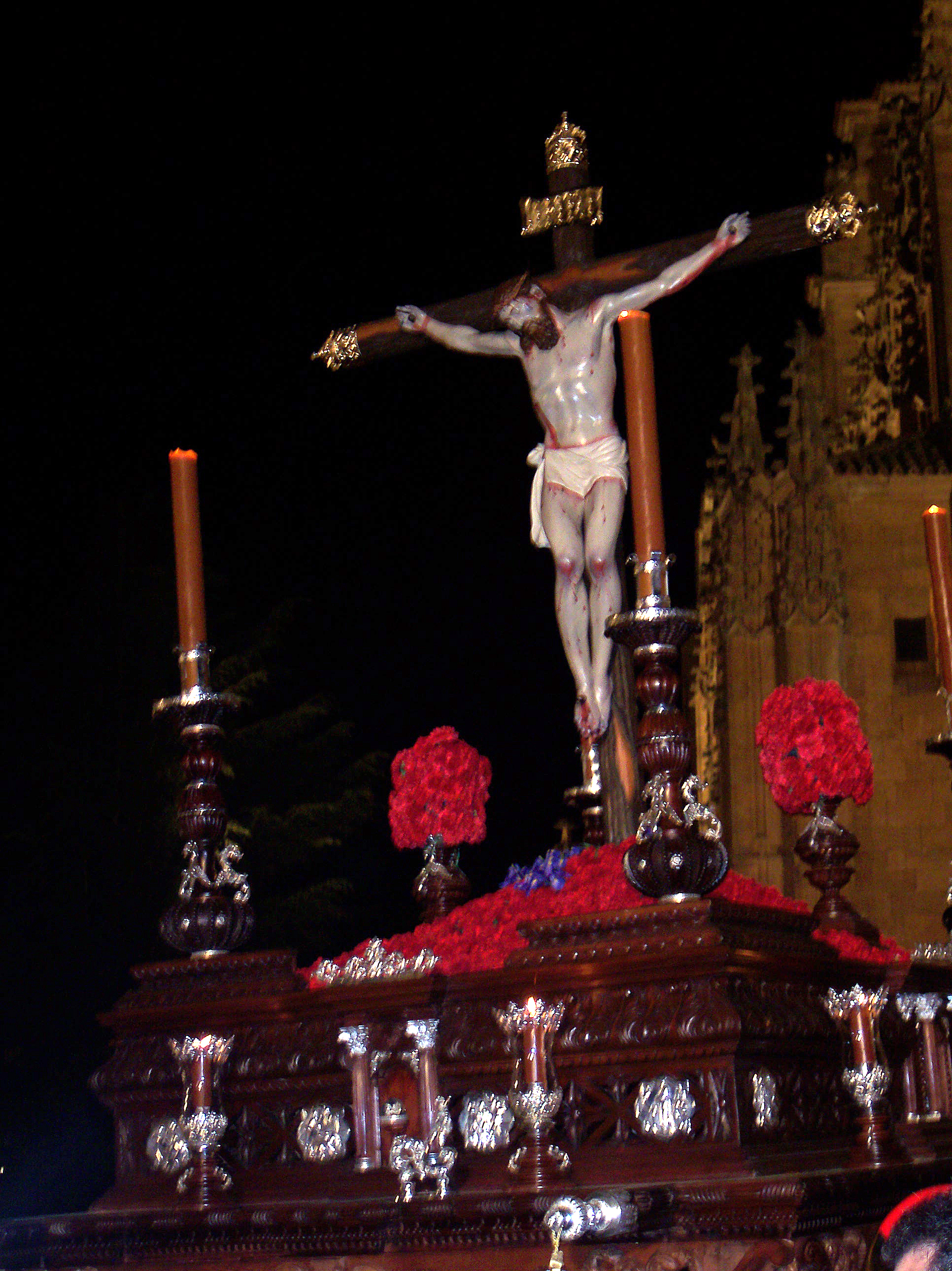
Stmo. Cristo de la Buena Muerte.

Finalizada la Guerra Civil, se produjo en la prensa salmantina una campaña para promover el resurgimiento de la Semana Santa de la ciudad, que tomó mayor intensidad a principios de 1942. Ese mismo año Guzmán Gombau Guerra, periodista de El Adelanto, tenía prácticamente diseñado el proyecto de una nueva hermandad, que se materializó dos años después, favorecido por el nombramiento del dominico Francisco Barbado Viejo como obispo de Salamanca. Con el respaldo del nuevo obispo y del prior de los Dominicos, el 19 de marzo de 1944 se convocó una asamblea de los gremios de Prensa, Papel y Artes Gráficas en la que se informó de la inminente creación de la hermandad e invitó a los asistentes a pertenecer a la misma. La aprobación de las constituciones de la hermandad tuvo lugar el 27 de marzo de 1944, quedando erigida canónicamente en el Convento de San Esteban. Con el apoyo de la comunidad de Dominicos de Salamanca la cofradía consiguió organizar su primer desfile procesional para ese mismo año. En esa primera ocasión los nazarenos, alrededor de 120, acompañaron al Stmo. Cristo de la Buena Muerte, propiedad de los PP. Dominicos, y a Ntra. Sra. de los Dolores, más conocida como “La Piedad”, que se venera en la Catedral Nueva, propiedad del Patronato de Pía Memoria de don Manuel García Serrano.
La acogida a la cofradía en la Semana Santa salmantina fue tal que para el siguiente año se plantearon varios proyectos patrocinados por Andrés García Blanco, que sería nombrado Hermano Mayor Honorario. El 10 de febrero de 1945 se bendijeron las imágenes de N. P. Jesús de la Pasión, obra de Damián Villar, y Ntra. Sra. de la Esperanza, de Francisco González Macías, para la que Emilio Sánchez, orfebre de Villamayor, realizó una corona siguiendo el modelo de la de la Esperanza Macarena de Sevilla. En 1948 volvió a desfilar la Piedad, que llevaba sin hacerlo desde el año de la fundación al no contar la hermandad con la autorización de sus propietarios. Ese mismo año se fundó como filial la Hermandad de Penitencia de N. P. Jesús de la Promesa, acompañada en su desfile del Lunes Santo por la Orden Tercera de Santo Domingo y la Cofradía del Santo Rosario. Esta hermandad filial y su desfile desaparecieron en los años 70 a consecuencia de la crisis que sufrió la Semana Santa salmantina.

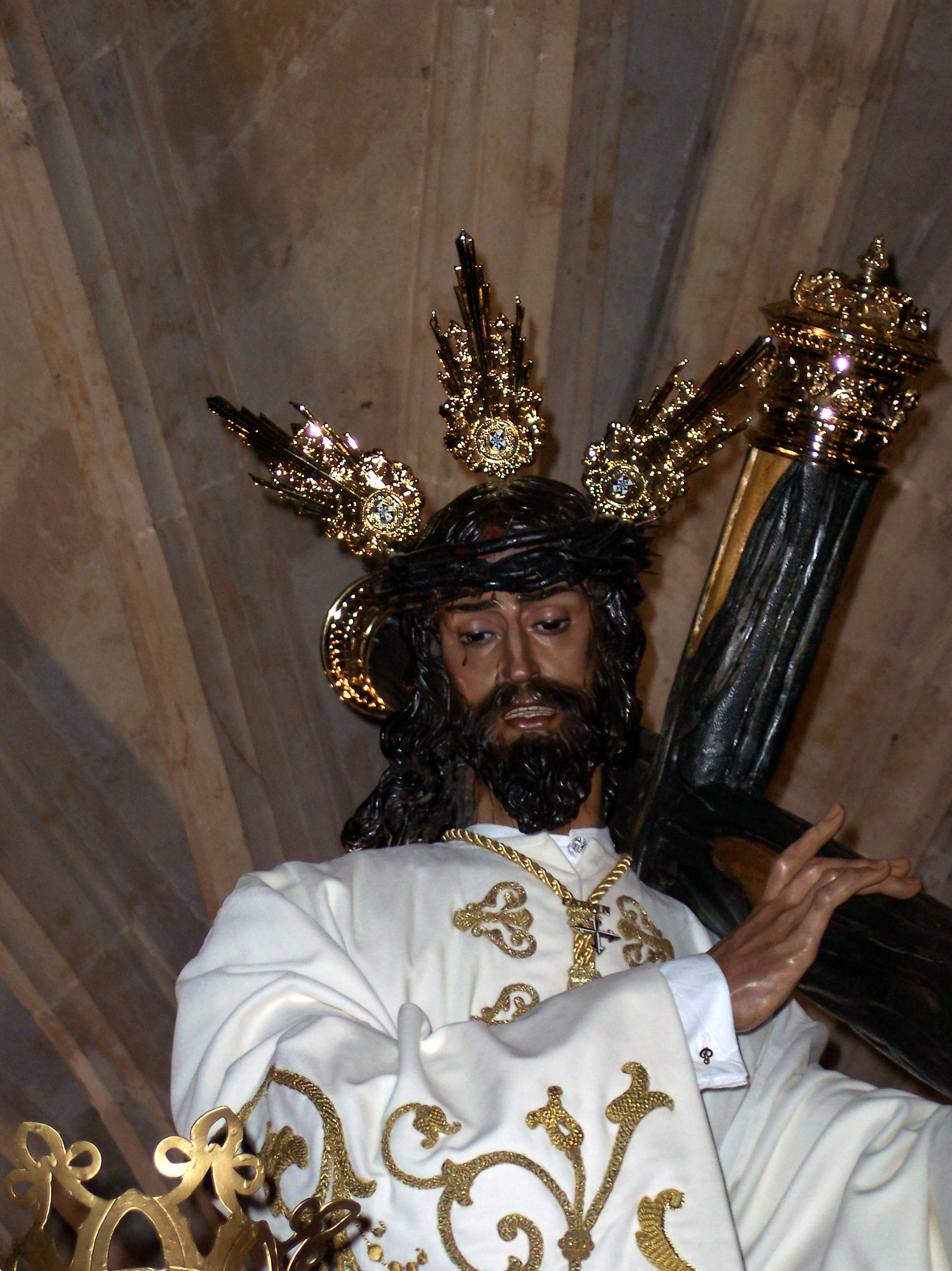
N.P. Jesús de la Pasión.

En 1951 se realizó una nueva imagen de Ntra. Sra. de la Esperanza al considerarse pequeña la anterior. El autor de la nueva talla fue Damián Villar, bendiciéndose la imagen el 6 de enero de 1952, tras su exposición en el Ayuntamiento el mes anterior. La imagen de Francisco González Macías se trasladó en 1958 al municipio de Peñaranda de Bracamonte, donde recibe culto y sigue procesionando en la actualidad.
En 1989 la hermandad comenzó a trabajar en el proyecto de renovar las andas de los cuatro pasos de cara a la celebración del cincuentenario de su fundación. En 1990 se estrenó el paso de Ntra. Sra. de la Esperanza, tallado en madera por Vicente Cid Pérez en estilo barroco, con medallones con escenas de la Pasión, capillas con imágenes de los Evangelistas, los santos Pedro y Pablo, Moisés y María Magdalena, y angelotes portando escudos con el emblema de la cofradía y atributos de la Pasión. En 1991 se estrenó el de Jesús de la Pasión del mismo artista, talladas y doradas en estilo barroco, con cuatro cartelas representando distintos momentos de la Pasión (flagelación, encuentro con la Verónica, descendimiento y entierro) y figuras exentas de los Evangelistas en las esquinas de la canastilla. Debido a la coyuntura económica, los otros dos pasos no se pudieron renovar en los dos años siguientes.

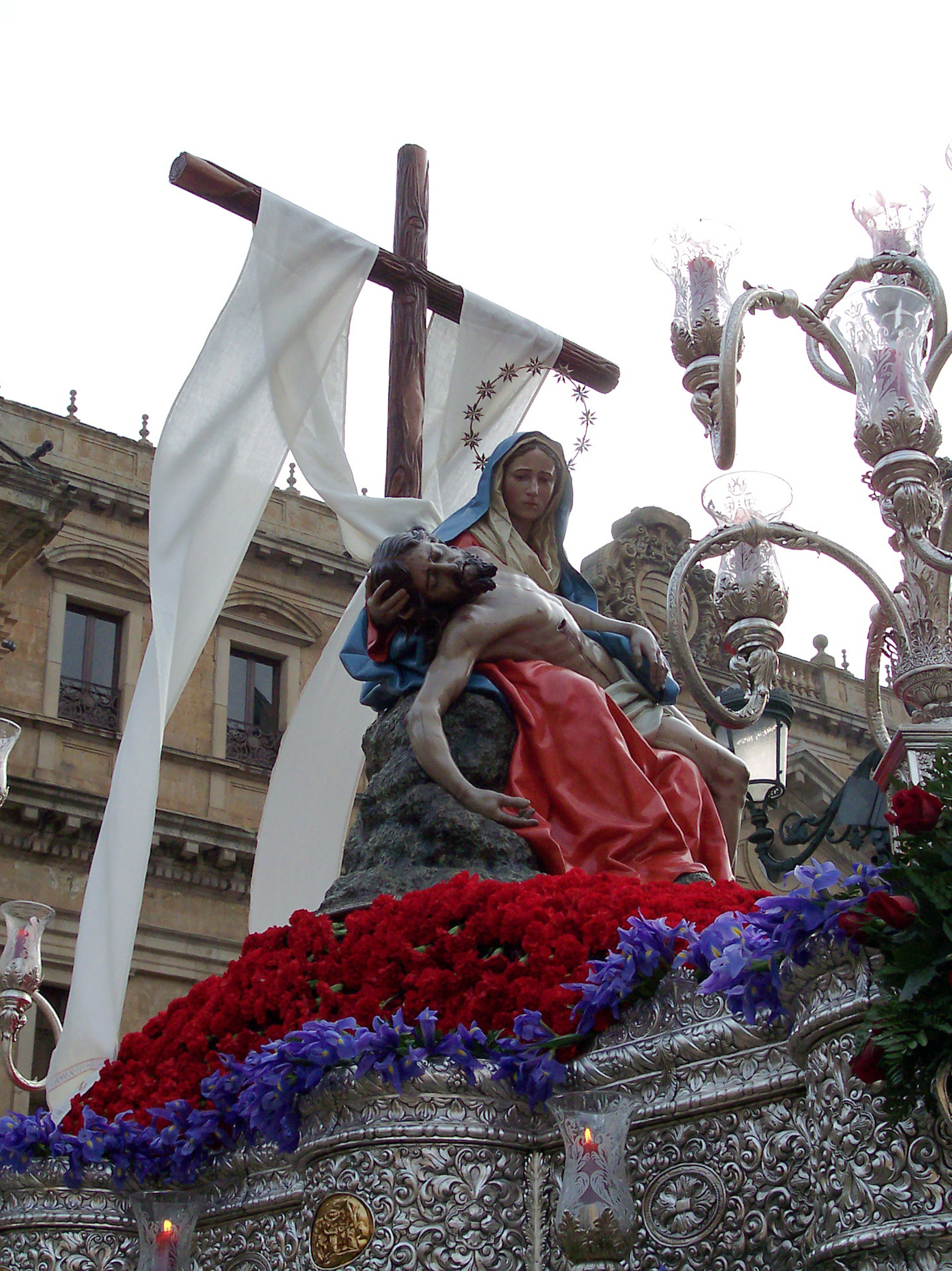
Ntra. Sra. de los Dolores (Piedad).

En 1994 la hermandad celebró su cincuentenario fundacional con la programación de diversas actividades culturales (exposiciones, mesas redondas, representaciones teatrales y conciertos) y la celebración de Solemne Misa Pontificial presidida por el Nuncio Apostólico de Su Santidad en España, Monseñor Tagliaferri, el 20 de marzo de dicho año en la iglesia de San Esteban. El 24 de febrero de 1996 se produjo el hermanamiento con la Hermandad de El Baratillo en la ciudad de Sevilla, en virtud de las relaciones establecidas entre ambas hermandades desde 1989 y de la mutua veneración a la advocación de la Piedad. La Hermandad Dominicana fue la primera cofradía salmantina en tener Casa Hermandad, inaugurada el 21 de diciembre de 1996 en la calle Marquesa de Almarza, cercana al convento de los Dominicos.
En 2001 se acondicionó la primera capilla del lado de la Epístola de la Iglesia de San Esteban como capilla de la Hermandad, colocándose en un retablo creado con ese fin las tres imágenes de la cofradía que reciben culto en dicha sede. Anteriormente las imágenes estaban dispersas en tres capillas distintas de la iglesia: la Virgen de la Esperanza sobre su paso en la misma capilla que ocupa en la actualidad, N. P. Jesús de la Pasión en la capilla situada enfrente, también sobre su paso, y el Cristo de la Buena Muerte en un altar de otra capilla en el lado del Evangelio. Entre 2003 y 2008 la hermandad colaboró con la Comunidad de PP. Dominicos de San Esteban en la organización de la procesión de la Virgen del Rosario por las calles cercanas al templo el día de su festividad, portando a la imagen titular. La Virgen del Rosario de los Dominicos fue la primera imagen en desfilar cargada a costal en Castilla y León, el 7 de octubre de 2003. En 2006 salió también en la procesión la imagen de Santo Domingo de Guzmán que se custodia en el vecino Convento de las Dueñas, luciendo la Medalla de Oro de la ciudad que ese mismo año había sido concedida a los PP. Dominicos en reconocimiento a los 750 años de permanencia de la Orden en Salamanca. En 2009 se reorganizó la Archicofradía del Rosario, que pasó a organizar los cultos y procesión del Rosario. El 5 de junio de 2005 la hermandad participó activamente en la procesión extraordinaria de Ntra. Sra. de la Peña de Francia, patrona de la Provincia de Salamanca, en conmemoración de su coronación canónica celebrada en 1952 en la Plaza Mayor. La imagen fue cargada a costal por miembros de la hermandad en una procesión enmarcada dentro de los actos de celebración del 250 aniversario de la plaza salmantina.

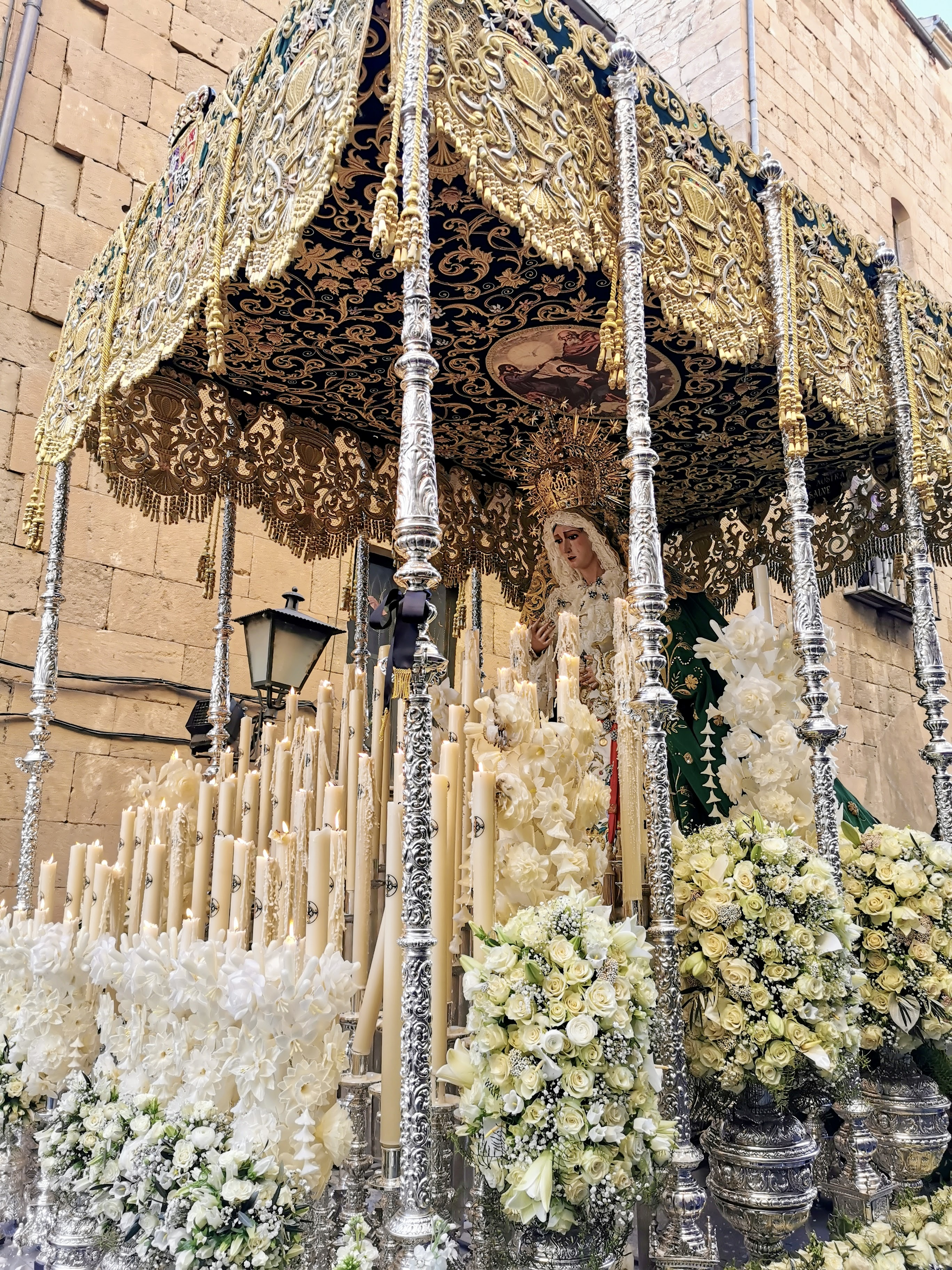
Ntra. Sra. de la Esperanza.

Desde 2010 la hermandad colabora con Proyecto Hombre en su labor asistencial. Los usuarios de Proyecto Hombre participan activamente en él Vía Crucis de Jesús de la Pasión, desarrollando las meditaciones de cada estación. También participan en la procesión del Viernes Santo como acólitos y penitentes, y un nutrido grupo cierra el cortejo tras Ntra. Sra. de la Esperanza. En 2017 se recuperó la estación de penitencia ante el Santísimo en la Catedral, como se hacía en los primeros años de la vida de la cofradía, eliminándose el encuentro de los dos pasos de Cristo con la Piedad en la puerta de la Seo. En 2018 se obtuvo el permiso del Cabildo Catedral para trasladar la Piedad a San Esteban la tarde del Jueves Santo e iniciar la procesión de la madrugada con las cuatro secciones desde el convento dominico.
En mayo de 2018, la difusión en redes sociales de un vídeo con las imágenes de una comida de hermandad celebrada en la Casa de la Iglesia, del que se hizo eco la prensa, causó malestar en la diócesis y mundo cofrade salmantino. Tras la emisión de un comunicado de la Hermandad lamentando los hechos, se produjo la dimisión del hermano mayor. La Hermandad fue intervenida por el obispado que designó una comisión gestora hasta la celebración de elecciones. Esta comisión gestora estuvo formada inicialmente, entre otros, por el presidente de la Junta de Cofradías, José Adrián Cornejo. En agosto de 2019, “en orden a la progresiva normalización de su actividad”, el obispo Carlos López designó un nuevo equipo de comisarios, formado por jóvenes de la hermandad. En 2016 la cofradía había anunciado importantes proyectos patrimoniales como realizar un nuevo paso para N. P. Jesús de la Pasión, reformar la capilla de la Hermandad en San Esteban y ejecutar una nueva peana para el paso de la Piedad. El proyecto para las andas de Jesús de la Pasión realizado por el tallista David Medina llegó a aprobarse en 2017. Sin embargo la situación de la Hermandad hizo que todos estos proyectos quedasen en suspenso, centrándose los esfuerzos en recuperar la vida interna de hermandad.
En el año 2019 la hermandad celebró el 75 aniversario de su fundación para lo cual se organizaron diferentes actos. Entre ellos, se obtuvo el visto bueno del obispado para que la Piedad fuera trasladada el Sábado de Dolores al Convento de San Esteban, para empezar y terminar la Estación de Penitencia de la Madrugada del Viernes Santo desde dicha iglesia. El tiempo hizo que la procesión se suspendiera, pero la imagen de la Piedad permaneció en San Esteban hasta los primeros días del mes mayo, ya que el 27 de abril se celebró la misa conmemorativa del 75 aniversario, con los cuatro titulares presidiendo el altar de los Dominicos.
Tras nombrarse una última comisión gestora, en noviembre de 2021, encargada de la convocatoria del proceso electoral, el obispo ratificó en febrero de 2022 a la junta de gobierno surgida de las elecciones celebradas el 11 de diciembre de 2021.
En 2023 la hermandad cambió el modo de carga del paso de la Virgen de la Esperanza pasando de hombros a costal, siendo la primera hermandad de la ciudad que permitió cargar a mujeres a costal, configurándose cuadrillas mixtas. Al año siguiente el paso del Cristo de la Buena Muerte también cambió la carga a costal.
Con motivo del Jubileo de la Esperanza, celebrado en 2025, la hermandad programó una serie de actos de acción social, religiosos y culturales repartidos a lo largo de todo el año.

## Titulares
- Stmo. Cristo de la Buena Muerte: Es una talla anónima del siglo XVII de tamaño inferior al natural. Representa a Cristo ya muerto en la cruz con los ojos cerrados y la cabeza reclinada hacía el lado derecho.[26] La cruz, de tipo arbóreo y con cantoneras e INRI en metal dorado, se estrenó en 2001.[27] Desfila sobre andas de carga interior cuyos respiraderos se tallaron entre los años 2001 y 2011,[28] habiéndose tomado para la canastilla las andas anteriores, regalo de la Seráfica Hermandad,[4] decoradas con relieves en plata de las estaciones del Vía Crucis, provenientes del paso que portó a Ntra. Sra. de la Esperanza hasta 1989.

- N. P. Jesús de la Pasión: Imagen realizada en 1945 en Granada por el salmantino Damián Villar. Para su realización se inspiró en las facciones del Cristo de la Misericordia de esa ciudad, obra de José de Mora.[29] Representa a Cristo cargando con la cruz. Siendo originalmente una imagen de candelero, en 2001 el imaginero sevillano Javier Roán le añadió un cuerpo anatomizado. Tradicionalmente desfila vestido con túnica blanca a sugerencia de los PP. Dominicos, por ser este el color que indican los Evangelios para la última túnica que vistió Cristo, aun así desde 2001 también ha vestido túnicas moradas y granates.[30] Desfila sobre andas en proceso de ejecución, realizadas por el tallista David Medina, estrenadas en 2023 con la talla de la delantera y trasera de la canastilla del paso.[31]

- Ntra. Sra. de los Dolores (Piedad): Obra de Luis Salvador Carmona en 1760. Es una de las mejores tallas que desfilan en la Semana Santa salmantina, aunque no se creó con ese fin. Destaca la cuidada anatomía de Cristo y la dulce expresión de dolor contenido de la Virgen, así como el tratamiento de los paños. La policromía, en colores planos, revela la influencia del incipiente Neoclasicismo.[32] La imagen fue restaurada en 2007 por el taller Uffizzi.[33] Desfila sobre andas de metal plateado estrenadas en 1998, con canastilla de formas redondeadas con relieves con escenas de la Pasión y una capilla frontal con la imagen de la Inmaculada, y cabezas de ángeles y medallones con los apóstoles en los respiraderos. Se completa con cuatro candelabros de siete brazos con guardabrisas, cuatro jarras y diez guardabrisas de pie entre los respiraderos y la canastilla. Fueron realizadas en el taller de orfebrería de Orovio de la Torre en Torralba de Calatrava (Ciudad Real).[34]

- Ntra. Sra. de la Esperanza: Imagen de vestir tallada por Damián Villar en 1951 siguiendo los cánones de las dolorosas andaluzas, fue bendecida el 6 de enero de 1952.[5] En 2001 fue reformada por Javier Roán creando gran controversia en la hermandad y en la Semana Santa de Salamanca en general.[35] Desfila bajo palio, vestida al estilo andaluz destacando el manto realizado a partir de vestidos para torear donados por Santiago Martín "El Viti", Julio Robles y "El Niño de la Capea", hecho por el que recibieron el reconocimiento como Hermanos Honorarios en marzo de 1986.[4] La imagen cuenta en su ajuar con sayas realizadas a partir de trajes de luces donados por Javier Castaño y Flores Blázquez.[36][37] En 2010 estrenó un nuevo paso de palio en metal plateado encargado a los talleres de orfebrería de Orovio de la Torre, en Torralba de Calatrava (Ciudad Real).[38] Las bambalinas exteriores y el techo de palio fueron bordados, en plata, oro y sedas realizado en realce a máquina, en el taller de Bordados Perales entre 2012 y 2016.[39] Desfila escoltada por miembros de la Guardia Civil, cuya Comandancia de Salamanca fue nombrada Hermana Honoraria en el cabildo celebrado el 15 de diciembre de 2013.[40]

## Cultos y festividades
El Miércoles de Ceniza la hermandad celebra cultos en honor del Stmo. Cristo de la Buena Muerte con una Eucaristía en la que se impone la ceniza a los Hermanos y asístentes, seguida de una procesión con la imagen por el Claustro de los Reyes del Convento y finalizando con la exposición de la imagen en besapies en la capilla de la Hermandad.
También en cuaresma la hermandad celebra cultos en honor a N. P. Jesús de la Pasión con Eucaristía, en la que los hermanos hacen protestación pública de fe, y exposición de la imagen en besamanos el Domingo de Pasión, domingo anterior al de Ramos, rezándose la tarde anterior el vía crucis con la imagen en procesión por el atrio e inmediaciones del convento.
Se ha recuperado el culto a Jesús de la Promesa con la celebración del Ejercicio de las Cinco Llagas la noche del Lunes Santo.
El Sábado de Pasión tiene lugar el Solemne Traslado de Nuestra Señora de la Piedad desde la Catedral Nueva hasta la iglesia de San Esteban.
La Estación de Penitencia en la madrugada del Viernes Santo constituye el acto de culto externo más relevante que realiza la hermandad.
También participa en la Vigilia Pascual que se celebra en San Esteban la noche del Sábado Santo.
La hermandad celebra cultos en honor a la Virgen de la Piedad el domingo más cercano a la festividad de los Dolores de María, 15 de septiembre, con una Eucaristía y traslado de vuelta a la capilla en la Catedral y el rezo de la Corona Dolorosa durante el traslado de ida al Altar Mayor el día anterior.
A principios de noviembre se oficia Misa de Requiem por los hermanos fallecidos. 
En el mes de diciembre se dedican cultos a Ntra. Sra. de la Esperanza, exponiendo la imagen en besamanos y celebrándose una Eucaristía el domingo más cercano a la festividad de la Expectación de María (18 de diciembre).
En base a la relación de la Hermandad con el mundo de la tauromaquia, contando entre sus hermanos con figuras y profesionales del toreo, se celebra anualmente una Eucaristía de acción de gracias por la finalización de la temporada taurina.
Ntro. Padre. Jesús de la Pasión, el Stmo. Cristo de la Buena Muerte y Ntra. Sra. de la Esperanza reciben culto en la Capilla de la Hermandad en la Iglesia de San Esteban. La imagen de la Piedad recibe culto en la Capilla de los Dolores de la Catedral Nueva.

## Marchas dedicadas

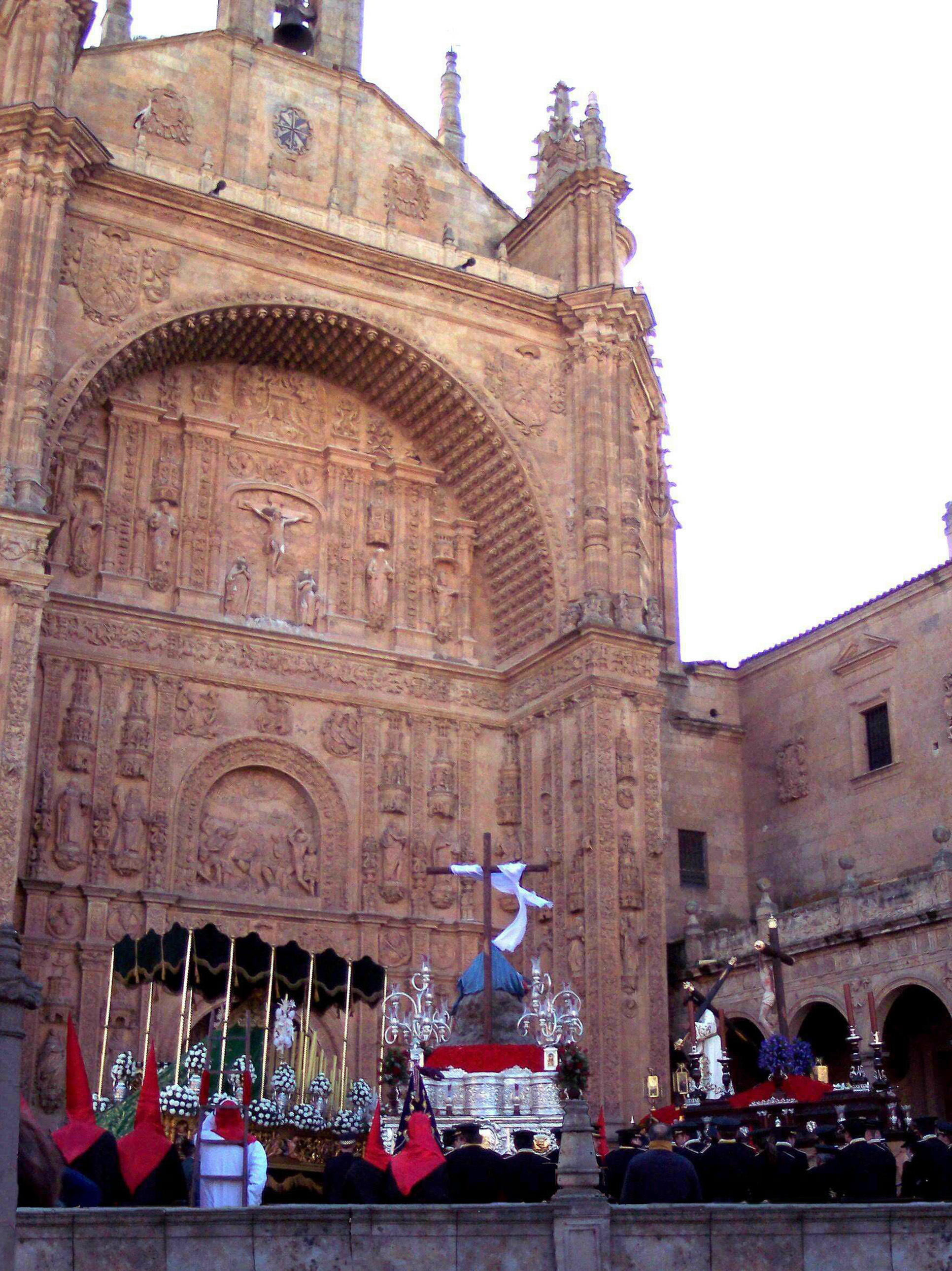
Los cuatro pasos de la Hermandad Dominicana, en el momento de acabar la procesión.

- Esperanza, dedicada a Ntra. Sra. de la Esperanza, Antonio Santos García, 1997.[47]
- Pasión, dedicada a Ntro. Padre Jesús de la Pasión, José Manuel García Parra, 1999.[48]
- Morir en San Esteban, dedicada a Ntro. Padre Jesús de la Pasión, José Javier Galiano y Óscar Juanes Riesco.2001.[48]
- Señor de San Esteban, dedicada a Ntro. Padre Jesús de la Pasión, Javier García Rodríguez, 2002.[49]
- De vuelta a San Esteban, dedicada a Ntro. Padre Jesús de la Pasión, David Martín Tavera, 2008.[48]
- Reina y Señora de San Esteban, dedicada a Ntra. Sra. de la Esperanza, Manuel Javier Patino Acuña, 2009.[50]
- Postrado ante tu cruz, dedicada al Stmo. Cristo de la Buena Muerte, Héctor Tavera Fresno, 2011.[51]
- Amanecer de Esperanza, dedicada al Ntra. Sra. de la Esperanza, Héctor Tavera Fresno, 2011.[51]
- Esperanza de San Esteban, dedicada al Ntra. Sra. de la Esperanza, Javier García Rodríguez, 2012.[52]
- Recuerdos de Pasión, dedicada a Ntro. Padre Jesús de la Pasión, Francisco Javier Montero López, 2016.
- Salve, Esperanza, dedicada a Nuestra Señora de la Esperanza, Carlos J. Juanes, 2017.[53]
- Melodía de un amanecer, dedicada a Nuestro Padre Jesús de la Pasión, José Javier Galiano.

## Hábito
Los hermanos visten túnica en forma de sotana, de lienzo crudo, con botonadura negra al frente, ceñida con cíngulo de siete vueltas en recuerdo a los Dolores de la Virgen. Llevan también capa de raso de color negro. El color de los capirotes depende de la sección a la que se pertenezca, siendo negro en el caso de los hermanos que alumbran a N. P. Jesús de la Pasión y al Stmo. Cristo de la Buena Muerte, rojo para quienes acompañan a la Piedad y verde para los nazarenos de Ntra. Sra. de la Esperanza. Se completa con guantes blancos y zapatos negros.
Los hermanos de paso no llevan capa, sustituyen el capirote por verdugos de raso del color correspondiente a la sección y el cíngulo por cordón simple del mismo color del verdugo. Acompañan a los cuatro pasos damas ataviadas de riguroso luto con mantilla y peineta.
Destaca la sección de cofrades que desfila, precediendo el paso de Ntra. Sra. de la Esperanza, vistiendo el típico traje charro de luto y alumbrando con faroles.

## Momentos destacados de la procesión
Dentro del recorrido del desfile penitencial resulta de especial belleza la salida de la Hermandad de la iglesia de San Esteban en plena noche.
El rezo de la Salve a Nuestra Señora de la Esperanza por parte de las Siervas de María, ministras de los enfermos.
La entrada de la Hermandad en la Catedral Nueva y realización de la estación de penitencia ante el Santísimo Sacramento.
Especialmente emotiva es la despedida de los cuatro pasos en el atrio de San Esteban con el canto de la Salve ya a la luz del día.